# Charles Gomes
Charles Gomes SJ (* 5. September 1910 in Karatschi, Britisch-Indien (heute: Pakistan); † 15. September 2002) war Bischof von Ahmedabad.

## Leben
Charles Gomes trat der Ordensgemeinschaft der Jesuiten bei und empfing am 21. November 1936 das Sakrament der Priesterweihe.
Am 1. Juli 1974 ernannte ihn Papst Paul VI. zum Bischof von Ahmedabad. Der Erzbischof von Bhopal, Eugene Louis D’Souza MSFS, spendete ihm am 6. Oktober desselben Jahres die Bischofsweihe; Mitkonsekratoren waren der Bischof von Poona, William Zephyrine Gomes, und der Bischof von Baroda, Ignatius Salvador D’Souza.
Am 21. Mai 1990 nahm Papst Johannes Paul II. das von Charles Gomes aus Altersgründen vorgebrachte Rücktrittsgesuch an.